# Вторая кампания во Французском Индокитае
Вторая кампания во Французском Индокитае (вьет. Chiến dịch Đông Dương, яп. 明号作戦), также известное как «японский переворот марта 1945 года», — операция вооружённых сил Японии во Французском Индокитае, а именно — в Камбодже, Вьетнаме, Лаосе, проведённая в конце Второй мировой войны — в марте 1945 года. Целью операции было предотвращение возвращения этих территорий под реальный контроль Франции и союзников. Вьетнам не был на момент японского вторжения колонией в полной мере: в рамках Французского Индокитая колонией считалась только его основная часть, Кохинхина, тогда как Аннам и Тонкин были французскими протекторатами.
Кампания привела к недолгой формальной независимости прояпонских марионеточных государств Вьетнамской империи, Государства Лаос и Королевства Кампучия, а также к полной дезорганизации французской администрации Индокитая. После вторжения в Индокитае началась партизанская война против японцев, которую французы и вьетнамцы в некоторых отрядах вели совместно, а правительство освобождённой Франции подготавливало вторжение в Индокитай, но Япония в конечном итоге капитулировала до того, как в Индокитае могли бы начаться какие-либо серьёзные боевые действия.

## Переворот
В 1945 году японцы всерьёз начали опасаться возможного вторжения союзников во Французский Индокитай. Режим Виши в самой Франции к тому времени уже фактически прекратил своё существование, но его колониальная администрация продолжала действовать в Индокитае, хотя его губернатор Жан Дюк признал Временное правительство Французской республики и установил с ним связь.
К марту 1945 года японские войска были передислоцированы в окрестности городов, в которых располагались наиболее крупные французские гарнизоны, а 9 марта 1945 года японцы внезапно выдвинули французским войскам ультиматум о немедленном разоружении. Тех французов, кто отказывался сдаться, как правило, японцы убивали. В Сайгоне старшие японские офицеры пригласили нескольких французских командиров на банкет, на котором в скором времени после его начала они были арестованы и почти все убиты. В том же Сайгоне японцы казнили путём обезглавливания двух высокопоставленных вишистских чиновников, Эмиля Рене Лемона и Камиля Афаля, после их отказа подписать документы о капитуляции. Положение французских гарнизонов в отдалённых частях страны, тем не менее, было намного лучше, так как японцы во время первого вторжения разместили свои войска далеко не на всех территориях Индокитая; колонна из 5700 человек, в том числе множества французских легионеров, под командованием генерал-майора Марселя Алессандри сумела с боями добраться до националистического Китая.
Французская администрация была фактически уничтожена. Под давлением Японии Вьетнамская империя, Королевство Лаос и Королевство Кампучия были вынуждены провозгласить свою независимость. Император Вьетнама Бао Дай находился во Вьетнаме и активно сотрудничал с японцами, которые возвели его на трон. Король Кампучии Нородом Сианук также формально повиновался японцам, но они не доверяли монарху, известному своим «франкофильством».
Камбоджийский лидер Сон Нгок Тхань, который был сослан в Японию, считался более надёжным союзником, чем Сианук, был возвращён в Кампучию, где в мае стал министром иностранных дел, а в августе — премьер-министром. В Лаосе же, однако, король Сисаванг Вонг, являвшийся союзником французов, отказался провозглашать независимость и вступил в конфликт с премьер-министром, принцем Претсаратом, который и провозгласил независимость.

## Сопротивление
Китайская республика, которая дала приют части французских войск, и Соединённые Штаты Америки не хотели, чтобы началась крупномасштабная операция для восстановления французской власти в Индокитае, так как они не были заинтересованы в восстановлении позиций Франции в регионе. Обе страны отдали распоряжение, чтобы их войска не оказывали французам никакой помощи в регионе, но американский генерал Клэр Ли Шеннолт, знаменитый командир Летающих тигров, пошёл против этих приказов, а самолёты пятьдесят первой боевой группы и двадцать седьмой эскадрильи транспортной авиации вылетели для поддержки отступления части французских войск в Китай.
Британские коммандос из отряда «Force 136» проводили небольшие операции во Французском Индокитае с конца 1944 года. После переворота французские и британские десантники небольшими группами приземлялись на территории Индокитая для ведения партизанской борьбы против японцев. Французские колониальные войска, бежавшие от японцев после переворота, присоединялись к ним, чтобы принять участие в боевых действиях. Наиболее сильным французское сопротивление было во Французском Лаосе, так как японский контроль над этой территорией был довольно слабым. Тем не менее, коммандос не хватало точных приказов от своих командований и ресурсов для проведения каких-либо крупномасштабных операций.
Французские и лаосские партизанские группы также не имели сколь-нибудь значительной огневой мощи, но им всё-таки удалось взять под свой контроль несколько сельских регионов. В северной части Вьетнама Вьетминь под руководством Хо Ши Мина начал свою собственную партизанскую войну против японцев и создал множество баз в сельской местности, не встречая особого сопротивления со стороны оккупационных сил, которые были размещены в основном в городах.
Во Франции, к этому моменту практически полностью освобождённой от немецких войск, был создан и подготовлен для отправки в Индокитай Французский Дальневосточный экспедиционный корпус, который должен был сражаться с японскими интервентами.
Тем не менее, японские войска сдались, когда император Хирохито объявил о капитуляции Японии в августе 1945 года. 19 августа японцы капитулировали перед Вьетминем. Когда император Бао Дай отрёкся от престола, Вьетминь взял под свой контроль Ханой. В провинции Тхайнгуен, однако, японцы отказались сдаться и вели бои с Вьетминем с 20 по 25 августа 1945 года. 26 августа они, наконец, сдались, вследствие чего Вьетминь смог завладеть их оружием. Хо Ши Мин провозгласил независимость Вьетнама 2 сентября 1945 года.

## Последствия
Вскоре после капитуляции Японии во Вьетнам вошли войска Соединённого королевства — Двадцатая индийская дивизия под командованием генерал-майора Дугласа Грэйси — и войска Китайской республики (Национально-революционная армия) и начали разоружение японских войск. Затем к ним присоединился Французский Дальневосточный экспедиционный корпус, прибывший в сентябре. Войска под командованием французского генерала Жака Массю взяли под свой контроль Сайгон.
Французский Индокитай стал постепенно выходить из хаоса, в котором он находился при японской оккупации. Адмирал Жан Дюк, который поддерживал режим Виши, а не «Свободную Францию», был отправлен во Францию, чтобы предстать перед судом. В Лаосе антифранцузское движение «Лао Иссара» под руководством принца Претсарата свергло короля и провозгласило полную независимость страны в октябре 1945 года, но было вынуждено бежать в апреле 1946 года, когда французские войска вторглись в Лаос. В Камбодже премьер-министр Сон Нгок Тхань был арестован французами. Однако силы Вьетминя под командованием Хо Ши Мина сохранили под своим контролем часть северного Вьетнама. Эта территория стала базой для начала Первой Индокитайской войны, в ходе которой французские колонизаторы в 1954 году были окончательно изгнаны с вьетнамской земли.